# Douve (fleuve)
Pour les articles homonymes, voir douve.
La Douve ou l'Ouve est un fleuve côtier qui prend sa source sur le territoire de la commune de Tollevast, près de Cherbourg, dans le département de la Manche, en région Normandie.

## Étymologie
Ouve est considéré comme son ancien nom (Unva dans les anciens textes) : « rivière d'Ouve » semble avoir glissé en « rivière Douve » par agglutination, puis « rivière de la Douve ».

## Géographie
Depuis Tollevast, elle serpente les collines du Cotentin par Sottevast, L'Étang-Bertrand et Magneville, pour border ensuite Néhou et traverser Saint-Sauveur-le-Vicomte. Une fois dans le pays de Bauptois, elle en parcourt le marais jusqu'à la mer de la Manche en se dirigeant vers l'est et en affleurant les murs de Carentan. Elle a son embouchure entre les communes de Brucheville et Brévands.
La longueur de son cours d'eau est de 78,6 km.
C'est un fleuve navigable, notamment par les gabarres à fond plat. La Douve sort de son lit chaque hiver lorsque les inondations du marais font d'elle une petite mer intérieure éphémère, comme Jules Barbey d'Aurevilly l'a si bien écrit.

### Principales communes traversées
Serpentant dans les trois quarts sud de la péninsule du Cotentin, la Douve est à l'écart des plus grandes villes du département de la Manche. Contournant le territoire de Bricquebec-en-Cotentin par l'est, elle traverse deux autres petites villes : Saint-Sauveur-le-Vicomte et Carentan-les-Marais.

### Communes et cantons traversés
Dans le seul département de la Manche (50), La Douve traverse les trente-sept communes suivantes, de l'amont vers l'aval, de Tollevast (source), Hardinvast, Saint-Martin-le-Gréard, Brix, Breuville, Rauville-la-Bigot, Sottevast, Rocheville, Négreville, Morville, L'Étang-Bertrand, Magneville, Bricquebec, Néhou, Golleville, Sainte-Colombe, Saint-Sauveur-le-Vicomte, Rauville-la-Place, Varenguebec, Crosville-sur-Douve, La Bonneville, Les Moitiers-en-Bauptois, Étienville, Picauville, Beuzeville-la-Bastille, Cretteville, Liesville-sur-Douve, Houtteville, Appeville, Houesville, Saint-Côme-du-Mont, Auvers, Carentan, Angoville-au-Plain, Vierville, Brucheville, Brévands (embouchure).
Soit en termes de cantons, la Douve prend source dans le canton de Cherbourg-en-Cotentin-3, traverse les canton de Valognes, canton de Créances, canton de Bricquebec-en-Cotentin, a son embouchure dans le canton de Carentan-les-Marais, le tout dans les arrondissements de Coutances, de Cherbourg et de Saint-Lô.

### Toponymes
La Douve a donné son hydronyme aux deux communes suivantes de Crosville-sur-Douve et Liesville-sur-Douve.

### Bassin versant
Le bassin versant de la Douve occupe la moitié nord du département de la Manche, dont la majeure partie de la péninsule du Cotentin, l'embouchure se situant à l'est de ce bassin. Il est bordé au nord et au nord-est par ceux de la Divette, de la Saire et de la Sinope, au sud-est par celui de la Vire, par ceux de la Sienne au sud et de l'Ay au sud-ouest. La partie inférieure du bassin forme avec celui de la Vire les marais du Cotentin et du Bessin.

### Organisme gestionnaire
L'organisme gestionnaire est le syndicat intercommunal d'aménagement de le Douve, sis à Négreville, créé le 16 mai 1989. Il compte vingt-deux communes, alors que la Douve traverse trente-sept communes.

## Affluents
Quatre de ses affluents dépassent les vingt kilomètres. Le plus long est la Taute (rd), 39,6 km) confluant entre Saint-Hilaire-Petitville et Carentan, à quelques kilomètres de l'embouchure. 
Le Merderet (rg), 36,4 km, rejoint le fleuve côtier, entre Beuzeville-la-Bastille et Carquebut. La Sèves (rd), longue de 33,3 km donne ses eaux entre Saint-Côme-du-Mont et Auvers et la Scye (rd), la plus en amont, entre Bricquebec et Néhou. 
Parmi les affluents de cours inférieurs à vingt kilomètres, quatre dépassent les dix kilomètres : la Rivière de Gloire (rg), 18,4 km,  le Fil de Gorges (rd), 15,6 km, la Saudre (rd), 14,2 km et la Senelle (rd), 13,7 km.

### Rang de Strahler
Donc le rang de Strahler de la Douve est de 4 « Fiche du fleuve La Douve », sur id.eaufrance.fr (consulté le 20 août 2025)

## Hydrologie
Son régime est dit pluvial océanique.
La Douve a été observée a de nombreuses stations hydrologiques, I6011020, la Douve à Sottevast, I6201010, la Douve à Magneville, I6201020, la Douve à Néhou (Point Romare), I6211010 La Douve à Saint-Sauveur-le-Vicomte, I6401010 La Douve à Beuzeville-la-Bastille, I6401020 La Douve à Beuzeville-la-Bastille, I6421010 La Douve à Carentan [La Barquette], I6421020 La Douve à Carentan [La Barquette], I6421030 La Douve à Carentan [La Barquette - Portes à Flot].     

## Histoire

### Moyen Âge
Au Moyen Âge, la vicomté de Carentan possédait des droits sur les ponts (détruits) situés sur cette frontière naturelle du Cotentin. À cette époque, les navires de mer pouvaient remonter jusqu'aux Ponts-d'Ouve, au nord de Carentan, où s'effectue le déchargement et le transfert de leurs marchandises.
Les barons de Saint-Sauveur-le-Vicomte revendiquaient la possession de « toute la rivière d'Ouve, depuis la croix à la Postrerye près de la commune de Golleville, au-dessus de Néhou, jusqu'à Longraque [Longuerac], près des Moytiers (Les Moitiers-en-Bauptois). ». Sur cette portion, ils assuraient, deux fois l'an, un droit de visitation de la rivière, auquel « doivent comparoir les hommes du dit Saint-Sauveur et de Rauville (Rauville-la-Place) jusques au Pont l'Abbé, et ceux de Rauville [sont] subjets à trouver bateaux ». En 1473, s'ajoute un droit de « guéage, voiturage et posage des bateaux et navires marchands » qui descendent ou passent sur leurs fiefs. Celui-ci s'élève à quatre deniers par embarcation et huit deniers « pour chacun bateau » si des marchandises en sont débarquées afin d'être vendues sur le quai.

### Seconde Guerre mondiale
Lors de la nuit précédant le débarquement de Normandie, de nombreux parachutistes alliés atterrirent dans les marais de la Douve et du Merderet, à cause d'erreurs de parachutage. Beaucoup de soldats y périrent, souvent noyés dans moins d'un mètre d'eau, alourdis par leurs équipements.